# 李凤岐
李凤岐（1964年8月—），男，汉族，吉林长春人，中华人民共和国政治人物，曾任中共山西省委组织部副部长，现任山西省人大常委会副主任。

## 履历
2013年09月，任山西医科大学党委书记
2016年10月，任山西省卫生计生委党组书记，2018年02月兼任山西省卫生计生委主任。
2019年03月，任山西省委组织部常务副部长。
2020年11月，任山西省委常委、秘书长。
2025年1月，当选山西省人民代表大会常务委员会副主任，次月卸任省委常委职务。